# Carl Ramsauer
Carl Ramsauer est un physicien allemand, né le 6 février 1879 près d'Oldenbourg et mort le 24 décembre 1955 à Berlin. Il est principalement connu pour la découverte de l'effet Ramsauer-Townsend.

## Carrière
Ramsauer est issu d'une famille de pasteurs et de pédagogues d'Oldenbourg et étudie à l'ancien lycée d'Oldenbourg (de) jusqu'en 1897. Ramsauer a commencé sa carrière en 1907 à Heidelberg comme assistant de Philipp Lenard, c'est là qu'il découvre l'effet qui porte son nom.
Il sera de 1920 à 1945 Directeur de la recherche de la société AEG, et président de la Deutsche-Physikalische Gesellschaft (l'équivalent de la Société française de physique) de 1940 à 1945 ; à ce dernier titre, il alertera les autorités nazies sur l'état déplorable de l'enseignement de la physique en Allemagne, dû à la politisation qu'avait pris cet enseignement, contre la nouvelle physique (relativité, mécanique quantique notamment).